# Wilfried Huber (Rennrodler)
Wilfried Huber (* 15. November 1970 in Bruneck, Südtirol) ist ein ehemaliger italienischer Rennrodler. Er war wie Armin Zöggeler Mitglied der Sportgruppe der Carabinieri.

## Karriere
Huber stammt aus einer Sportlerfamilie; seine Brüder Arnold und Norbert sind auch Rennrodler, sein Bruder Günther ist Bobfahrer. Wilfried Huber ist seit 1985 Mitglied des Rennrodelnationalteams und hat für Italien an sechs Olympischen Winterspielen teilgenommen.
Seinen Karrierehöhepunkt hatte er 1994, als er zusammen mit Kurt Brugger bei den Olympischen Spielen in Lillehammer die Goldmedaille im Doppelsitzer gewann. 1992 und 1998 belegte er jeweils mit Kurt Brugger den fünften Platz. 2002 trat Huber erstmals im Einsitzer an und erreichte den neunten Platz, vier Jahre später in Turin belegte er vor heimischem Publikum den zehnten Platz.
Bei Weltmeisterschaften gewannen Huber und Brugger drei Medaillen: 1990 in Calgary wurden sie Zweite, 1993 in Calgary und 1995 in Lillehammer belegten sie jeweils den dritten Platz.
Seine einzige Weltmeisterschaftsmedaille im Einsitzer erhielt Wilfried Huber 1993 in Calgary, als er hinter Armin Zöggeler und Jens Müller Bronze gewann. Bei Europameisterschaften gewannen Huber und Brugger 1992 und 1994 jeweils Silber hinter ihren Landsleuten Hansjörg Raffl und Norbert Huber, Wilfrieds Bruder.
Im Rodelgesamtweltcup belegten Huber und Brugger viermal den zweiten Platz: 1990, 1993, 1995 und 1998. Im Einsitzer erreichte Huber 1997 den dritten Platz im Weltcup. In der Saison 2008/2009 erreichte Huber den 16. Gesamtrang im Einzel.

## Erfolge

### Weltcupsiege
| Nr. | Datum         | Ort        | Bahn                                  |
| --- | ------------- | ---------- | ------------------------------------- |
| 1.  | 24. Jan. 1993 | Königssee  | Kombinierte Kunsteisbahn am Königssee |
| 2.  | 25. Feb. 1998 | Winterberg | Bobbahn Winterberg                    |
| 3.  | 4. Feb. 2001  | Nagano     | Nagano City Bobsleigh and Luge Park   |

| Nr. | Datum         | Ort         | Bahn                                  |
| --- | ------------- | ----------- | ------------------------------------- |
| 1.  | 11. Jan. 1988 | Sarajevo    | Trebevic – Bob- und Rennschlittenbahn |
| 2.  | 11. Feb. 1990 | Winterberg  | Bobbahn Winterberg                    |
| 3.  | 28. Feb. 1993 | Lake Placid | Olympia-Bobbahn Lake Placid           |
| 4.  | 4. Dez. 1994  | Winterberg  | Bobbahn Winterberg                    |
| 5.  | 19. Feb. 1995 | Altenberg   | Rennschlitten- und Bobbahn Altenberg  |
| 6.  | 26. Jan. 1997 | Oberhof     | Rennrodelbahn Oberhof                 |
| 7.  | 18. Feb. 2001 | Lake Placid | Olympia-Bobbahn Lake Placid           |

24. Jan. 1993      Königssee Kunsteisbahn Königssee